# Хуан де ла Коса
Хуан де ла Коса (ісп. Juan de la Cosa, 1450/1460 Сантонья, Кастилія —28.10.1510 Турбако, Колумбія) — кастильський мореплавець, один з першовідкривачів Америки, в числі перших європейців побачив її береги і чи не першим наніс деталі її узбережжя на мапу.

## Біографія
Про молодість де ла Коси немає достовірних відомостей, хоча його батьківщиною вважається Кантабрія. Відомо тільки, що 1488 року він зустрічався в Португалії з Бартоломеу Діашем.

## Подорожі з Колумбом
У 1492 році, командуючи власною каракою «Санта-Марія», Хуан де ла Коса відплив під командуванням Колумба на пошуки західного шляху в Китай. Під час цієї експедиції було відкрито Америку, а «Санта-Марія» зазнала катастрофу десь біля берегів Гаїті.
Отримавши від іспанської корони грошову компенсацію за втрачений корабель, де ла Коса супроводжував Колумба під час другої і третьої подорожей до Америки, в 1493 і 1498 роках.

## Карта Хуана де ла Коси

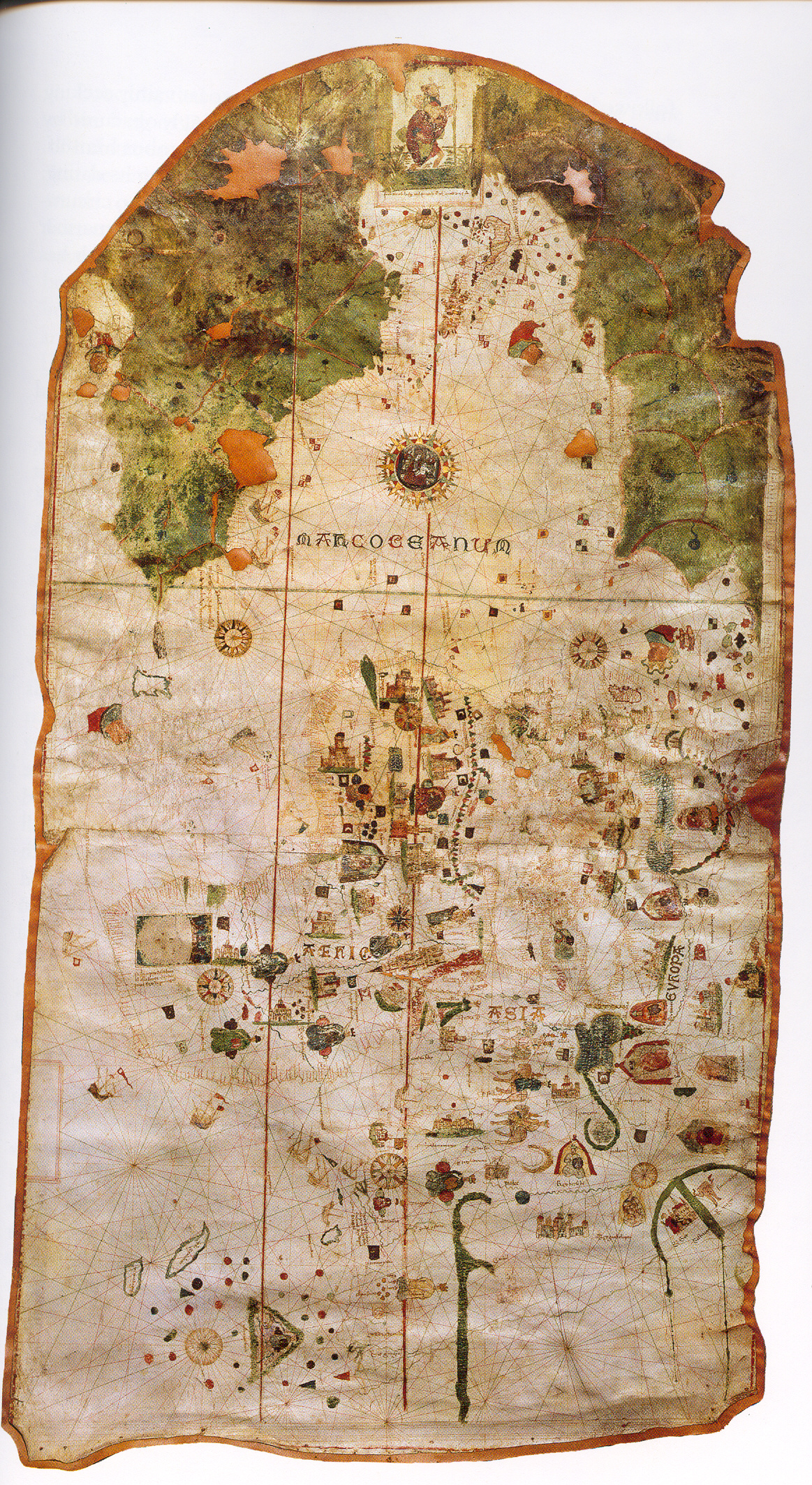
Складена де ла Косою Mappa Mundi 1500 року.

Після повернення з третьої експедиції Колумба, в 1500 році ж він виготовив кілька мап світу (Mappa Mundi), на яких вперше були нанесені обриси Нового світу. Збереглася з них лише одна — так звана «Карта Хуана де ла Коси», що датується 1500 роком і зберігається у Військово-морському музеї Мадрида.

## Подорожі до Південної Америки
У 1499 де ла Коса зголосився бути лоцманом експедиції Алонсо де Охеди та Амеріго Веспуччі, яка першою обстежила береги Південної Америки. Наступного року він повернувся до берегів Колумбії та Панами в супроводі Родріго де Бастідаса і Васко Нуньєса де Бальбоа. Ця подорож до Америки стала для нього п'ятою.
Після повернення додому Хуан де ла Коса був направлений королевою Ізабеллою до Лісабонського двору для вираження обурення порушеннями умов Тордесільяського договору, які допустили португальці. Заточений за наказом португальського короля до в'язниці, він незабаром був звільнений і вирушив (ймовірно у 1506 році) у нову подорож до берегів Ямайки і Гаїті з тим, щоб заснувати поселення на Перлових островах і досліджувати затоку Ураба.

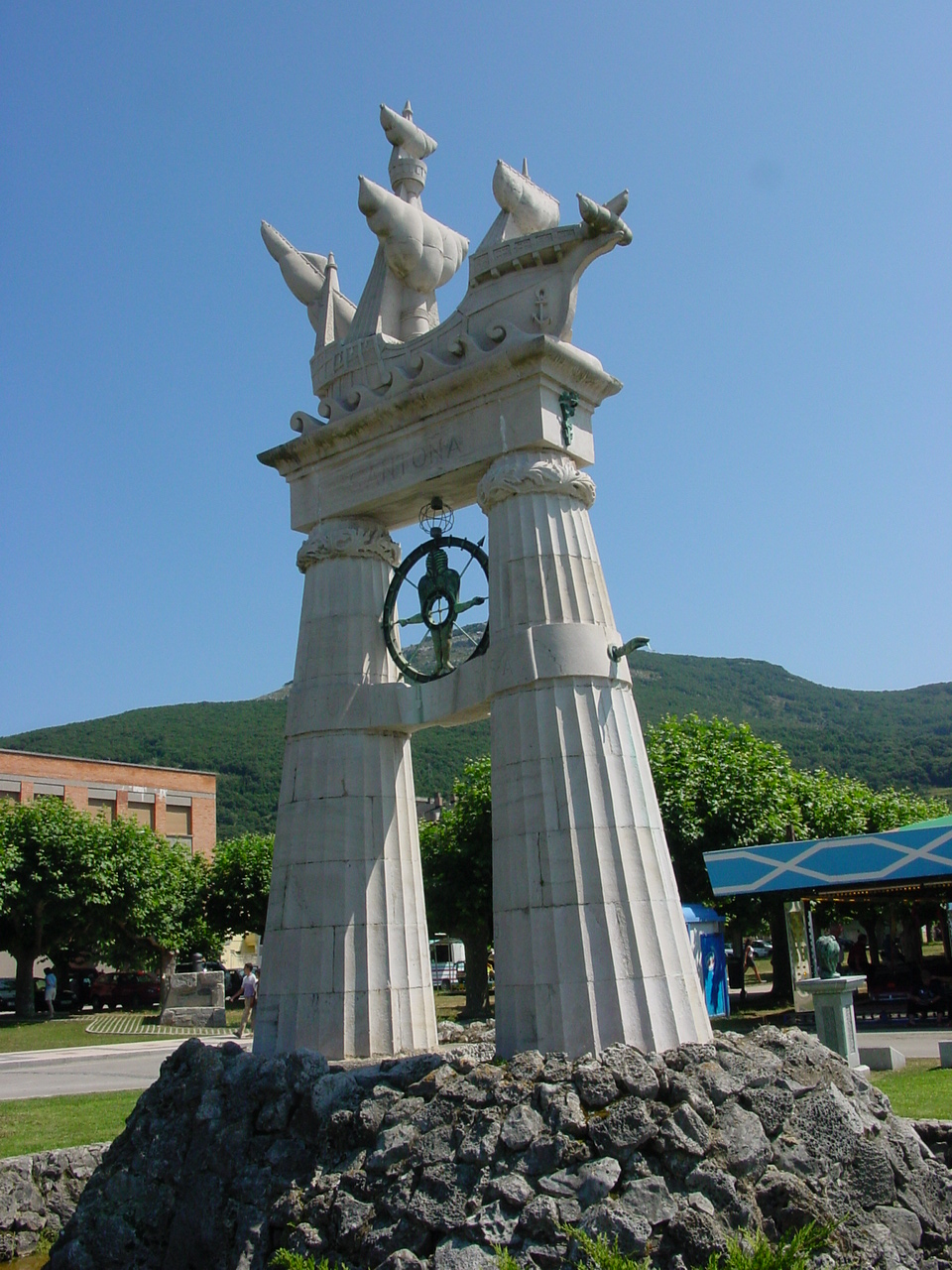
Памятник Хуану де ла Коса в Сантоні (Кантабрія).

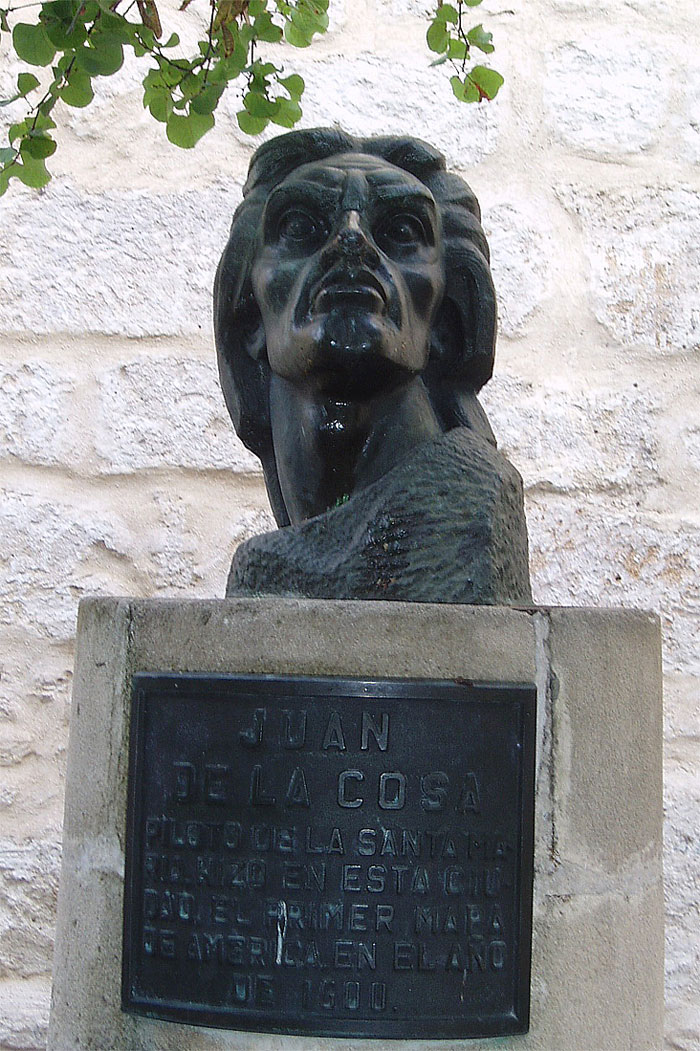
Бюст Хуана де ла Коса в ЕльПуерто де Санта Марія, провінція де Кадіз, (Андалузія).

У 1509 де ла Коса було доручено під керівництвом Охеди зайнятися, колонізацією південноамериканського берега. У його розпорядженні знаходилося три кораблі з двомастами іспанськими поселенцями. Об'єднавшись з Охедою і Пісарро, де ла Коса за наказом Охеди причалив до американського берега в районі Картахени де Індіас. Сам він віддавав перевагу мирним берегам Ураба, проте Охеда повів загін углиб джунглів, де Хуан де ла Коса став жертвою отруєних стріл індіанців. Охеда жорстоко помстився тубільцям за загибель свого товариша.